# 奥村栄明
奥村 栄明 （おくむら はるあき、永禄11年（1568年） - 元和6年5月20日（1620年6月20日））は、安土桃山時代から江戸時代初期にかけての武将、前田家の家臣。加賀藩年寄。加賀八家奥村宗家第2代当主。奥村永福の子。兄弟は奥村易英、奥村栄頼。正室は山崎長徳の娘・亀、継室は高畠定吉の娘。子は奥村栄政、近藤甲斐光賀室。通称は孫十郎、助十郎、織部。官位は従五位河内守。

## 生涯
永禄11年（1568年）、前田家家老・奥村永福の長男として尾張荒子に生まれる。
主君・前田利家の命で、父・永福が越中国の佐々成政への押さえとして末森城を任されると弟・易英と共に同行し、天正12年（1584年）、佐々成政に末森城を攻められた際に父と共に城を守る（末森城の戦い）。天正18年（1590年）、利家に従い豊臣氏の小田原征伐に出陣。慶長元年（1596年）、従五位河内守に任官される。
慶長4年（1599年）、父の隠居により家督と知行1万650石を相続する。慶長5年（1600年）、関ヶ原の戦いでは加賀大聖寺城攻撃や浅井畷の戦いで戦功を挙げ、慶長19年（1614年）から同20年（1615年）にかけての大坂の陣にも出陣し、その功で3000石加増された。また、元和元年（1615年）、弟の栄頼が藩主前田利常と対立して前田家を退身した際には、父の制止で同調しなかった。さらに同年世子前田光高誕生の際に蟇目役を務め、以降、藩主家に子供が誕生した際に、奥村家の当主が蟇目役を務めることとなった。
元和6年（1620年）死去、享年53。墓所は野田山（金沢市）。法名は清雲院乗山久蛮居士。家督は嫡男栄政が相続した。